# Lymnas sanguinea
Lymnas sanguinea är en fjärilsart som beskrevs av Hans Ferdinand Emil Julius Stichel 1910. Lymnas sanguinea ingår i släktet Lymnas och familjen Riodinidae. Inga underarter finns listade i Catalogue of Life.